# برس تي في

شعار القناة

برس تي في (بالإنجليزية: Press TV)‏ هي قناة إيرانية عالمية ناطقة باللغة الإنجليزية مقرها طهران دشنها الرئيس الإيراني محمود أحمدي نجاد يوم 2 يوليو 2007.

## روابط خارجية
نسخة محفوظة 9 أغسطس 2013 على موقع واي باك مشين.